# 354659 Boileau
354659 Boileau este o planetă minoră (asteroid) din centura de asteroizi. A fost descoperită pe 30 mai 2005 la Saint-Sulpice de Observatoire de Saint-Sulpice⁠(d) și a fost numită după Nicolas Boileau. 
Obiectul prezintă o orbită caracterizată de o semiaxă mare de 2,7327784267457 UAi, o excentricitate de 0,13, o înclinație de 10 ° în raport cu ecliptica.